# Walter McCreery
Walter Adolph McCreery (Zúric, Suïssa, 13 d'agost de 1871 – Clermont-Ferrand, Puy-de-Dôme, 8 de novembre de 1922) va ser un jugador de polo estatunidenc. Fill d'una família adinerada dedicà el seu temps als esports eqüestres.
El 1900 va prendre part en els Jocs Olímpics de París, on guanyà la medalla de plata en la competició de polo com a integrant de l'equip BLO Polo Club Rugby. En aquest equip també hi competien Walter Buckmaster, Jean de Madre i Frederick Freake.